# Pearson-Langkrallenspitzmaus
Die Pearson-Langkrallenspitzmaus (Solisorex pearsoni) ist eine auf Sri Lanka endemische Spitzmausart.

## Merkmale
Namensgebendes Merkmal dieser Spitzmäuse sind die auffallend langen Krallen der Vorderpfoten. Das weiche, dichte Fell ist graubraun gefärbt, die großen Füße sind braun. Der Schwanz ist gleichmäßig behaart, die Ohren sind klein und die Zähne im Vergleich zu anderen Spitzmausarten relativ groß. Diese Tiere erreichen eine Kopfrumpflänge von 125 bis 150 Millimetern, wozu noch ein 60 bis 70 Millimeter langer Schwanz kommt, sind also relativ große Vertreter ihrer Familie.

## Lebensweise
Pearson-Langkrallenspitzmäuse bewohnen ausschließlich das zentrale Hochland Sri Lankas, wo sie in Seehöhen zwischen 1100 und 1850 Metern vorkommen. Über die Lebensweise ist ansonsten kaum etwas bekannt. Die großen Krallen könnten auf eine zumindest teilweise unterirdische Lebensweise hindeuten.

## Entdeckung und Bedrohung
Die Art wurde 1924 im Botanischen Garten Hakgala nahe der Stadt Nuwara Eliya von J. Pearson, einem Mitarbeiter eines Museums in Colombo entdeckt. In der gleichen Region war einige Jahrzehnte vorher mit der Kelaart-Langkrallenspitzmaus schon eine ähnliche Art entdeckt worden.
Die Art ist nach dem britischen Meereszoologen Joseph Pearson benannt.
Aufgrund der Zerstörung ihres Lebensraums listet die IUCN die Art als bedroht (endangered).